# Plaça de Granados (Sabadell)
La plaça de Granados és una plaça pública neoclàssica de Sabadell (Vallès Occidental) inclosa a l'Inventari del Patrimoni Arquitectònic de Catalunya. Porta el nom del compositor i pianista català Enric Granados.

## Descripció
Plaça de composició geomètrica caracteritzada pel creuament d'itineraris vianants. La jardineria original, de xiprers retallats a l'alçada aproximada d'una persona que emmarcava els camins, ha estat suprimida. Del mobiliari cal destacar la font de ferro colat, situada al mig de la plaça, reforçant la seva composició en estrella.

## Història
Plaça projectada en el Pla de Reforma i Eixample de 1886, "Pla Pascual". El nom es va posar el 1916.